# Campionati europei giovanili di nuoto 2007
I XXXIV Campionati europei giovanili di nuoto e tuffi si sono disputati tra il 18 luglio e il 22 luglio 2007 nelle sedi di Anversa per il nuoto e di Trieste per i tuffi.
Hanno partecipato alla manifestazione le federazioni iscritte alla LEN; questi i criteri di ammissione:
- le nuotatrici di 15 e 16 anni (1992 e 1991), i nuotatori di 17 e 18 (1990 e 1989)
- le tuffatrici e i tuffatori di 16, 17 e 18 anni (1991, 1990 e 1989) per la categoria "A"; Le ragazze e i ragazzi di 14 e 15 anni (1993 e 1992) per la categoria "B".

## Podi
REJ = record europeo juniores

### Uomini
| Evento               | Oro                                                                         | Tempo       | Argento                                                                   | Tempo    | Bronzo                                                                         | Tempo    |
| Stile libero         |                                                                             |             |                                                                           |          |                                                                                |          |
| 50 m                 | Sergey Fesikov                                                              | 22"63       | Oleg Tikhobaev                                                            | 22"64    | Luca Dotto                                                                     | 22"90    |
| 100 m                | Yoris Grandjean                                                             | 49"91       | Sergey Fesikov                                                            | 49"97    | Oleg Tikhobaev                                                                 | 50"63    |
| 200 m                | Mikhail Polischuk                                                           | 1'48"90     | Nimrod Shapira                                                            | 1'50"36  | Glenn Surgeloose                                                               | 1'50"79  |
| 400 m                | Mateusz Matczak                                                             | 3'51"34     | Luca Baggio                                                               | 3'54"12  | Nimrod Shapira                                                                 | 3'54"83  |
| 800 m                | Maciej Hreniak                                                              | 8'01"89 REJ | Luca Baggio                                                               | 8'04"54  | Davide Sitti                                                                   | 8'05"90  |
| 1500 m               | Maciej Hreniak                                                              | 15'10"78    | Luca Baggio                                                               | 15'22"17 | Davide Sitti                                                                   | 15'28"00 |
| Dorso                |                                                                             |             |                                                                           |          |                                                                                |          |
| 50 m                 | Adam Maczewski                                                              | 26"30       | Marco Loughran                                                            | 26"46    | Rustam Rybin                                                                   | 26"55    |
| 100 m                | Marco Loughran                                                              | 55"63       | Damiano Lestingi                                                          | 55"64    | Felix Wolf                                                                     | 56"64    |
| 200 m                | Damiano Lestingi                                                            | 1'59"34     | Marco Loughran                                                            | 2'00"50  | Gabor Balog                                                                    | 2'01"23  |
| Rana                 |                                                                             |             |                                                                           |          |                                                                                |          |
| 50 m                 | Mattia Pesce                                                                | 28"43       | Caba Siladji                                                              | 28"53    | Viktar Vabishchevich                                                           | 28"62    |
| 100 m                | Dániel Gyurta                                                               | 1'01"70 REJ | Edoardo Giorgetti                                                         | 1'02"32  | Giedrius Titenis                                                               | 1'02"51  |
| 200 m                | Dániel Gyurta                                                               | 2'10"71 REJ | Aleksei Zinovyev                                                          | 2'12"48  | Luca Pizzini                                                                   | 2'14"34  |
| Farfalla             |                                                                             |             |                                                                           |          |                                                                                |          |
| 50 m                 | Konrad Czerniak                                                             | 24"53       | Ivan Lendjar                                                              | 24"57    | Yauheni Lazuka                                                                 | 24"59    |
| 100 m                | Ivan Lendjar                                                                | 53"21 REJ   | Yauheni Lazuka                                                            | 53"90    | Dinko Jukić                                                                    | 53"97    |
| 200 m                | Dinko Jukić                                                                 | 1'59"57     | Federico Bussolin                                                         | 2'00"33  | Peter Thompson                                                                 | 2'00"69  |
| Misti                |                                                                             |             |                                                                           |          |                                                                                |          |
| 200 m                | Dinko Jukić                                                                 | 2'01"34 REJ | Mateusz Matczak                                                           | 2'03"46  | Vadym Fastenko                                                                 | 2'04"29  |
| 400 m                | Mateusz Matczak                                                             | 4'18"40     | Dinko Jukić                                                               | 4'21"61  | Yannick Lebherz                                                                | 4'23"49  |
| Staffette            |                                                                             |             |                                                                           |          |                                                                                |          |
| 4x100 m stile libero | GermaniaMarkus Deibler Clemens Rapp Christoph Fildebrandt Dimitri Colupaev  | 3'21"50     | Gran BretagnaChristopher Fox Adam Brown Ryan Bennett Grant Turner         | 3'22"36  | BelgioGlenn Surgeloose Pholien Systermans François Heersbrandt Yoris Grandjean | 3'24"18  |
| 4x200 m stile libero | RussiaSergei Fesikov Konstantin Kiselëv Dmitry Chechulin Mikhail Polishchuk | 7'23"34     | GermaniaYannick Lebherz Clemens Rapp Christoph Fildebrandt Robin Backhaus | 7'23"56  | ItaliaFilippo Barbacini Damiano Lestingi Alex Di Giorgio Cesare Sciocchetti    | 7'24"38  |
| 4x100 m misti        | ItaliaDamiano Lestingi Mattia Pesce Marco Pellizzon Michele Santucci        | 3'41"21 REJ | Gran BretagnaMarco Loughran Max Partridge James Doolan Adam Brown         | 3'44"29  | UngheriaGábor Balog Dániel Gyurta Péter Bordás Adam Dajka                      | 3'44"43  |

### Donne
| Evento               | Oro                                                                          | Tempo        | Argento                                                               | Tempo    | Bronzo                                                                      | Tempo    |
| Stile libero         |                                                                              |              |                                                                       |          |                                                                             |          |
| 50 m                 | Kateryna Dikidzhy                                                            | 25"95        | Elodie Schmitt                                                        | 26"23    | Kristel Vourna                                                              | 26"33    |
| 100 m                | Kateryna Dikidzhy                                                            | 56"51        | Lisa Vitting                                                          | 56"75    | Orsolya Tompa                                                               | 56"81    |
| 200 m                | Margaux Fabre                                                                | 2'02"21      | Lauren Collins                                                        | 2'03"26  | Fiona Duclos                                                                | 2'03"35  |
| 400 m                | Elena Sokolova                                                               | 4'12"53      | Margaux Fabre                                                         | 4'15"11  | Sasha Matthews                                                              | 4'16"45  |
| 800 m                | Elena Sokolova                                                               | 8'38"80      | Margaux Fabre                                                         | 8'47"64  | Fanni Szeder                                                                | 8'50"23  |
| 1500 m               | Elena Sokolova                                                               | 16'24"12 REJ | Kira Parkhomenko                                                      | 16'58"86 | Fanni Szeder                                                                | 17'04"34 |
| Dorso                |                                                                              |              |                                                                       |          |                                                                             |          |
| 50 m                 | Christin Zenner                                                              | 29"12 REJ    | Elizabeth Simmonds                                                    | 29"24    | Karolina Urbanska                                                           | 30"21    |
| 100 m                | Elizabeth Simmonds                                                           | 1'01"37 REJ  | Christin Zenner                                                       | 1'03"35  | Iwona Lefanowicz                                                            | 1'03"58  |
| 200 m                | Elizabeth Simmonds                                                           | 2'12"36      | Oxana Shlapakova                                                      | 2'14"72  | Zuzanna Mazurek                                                             | 2'16"36  |
| Rana                 |                                                                              |              |                                                                       |          |                                                                             |          |
| 50 m                 | Julija Efimova                                                               | 31"75        | Elise Matthysen                                                       | 32"36    | Hanna Westrin                                                               | 32"37    |
| 100 m                | Hanna Westrin                                                                | 1'09"17 REJ  | Julija Efimova                                                        | 1'09"28  | Vitalina Simonova                                                           | 1'10"29  |
| 200 m                | Julija Efimova                                                               | 2'25"23 REJ  | Vitalina Simonova                                                     | 2'29"10  | Hanna Westrin                                                               | 2'29"44  |
| Farfalla             |                                                                              |              |                                                                       |          |                                                                             |          |
| 50 m                 | Beatrix Bordas                                                               | 27"19        | Monika Babok                                                          | 27"48    | Mélanie Henique                                                             | 27"57    |
| 100 m                | Orsolya Tompa                                                                | 1'00"22      | Emese Kovacs                                                          | 1'00"30  | Ellen Gandy                                                                 | 1'00"59  |
| 200 m                | Emese Kovacs                                                                 | 2'08"55      | Nina Schiffer                                                         | 2'11"98  | Andriana Terzi                                                              | 2'12"39  |
| Misti                |                                                                              |              |                                                                       |          |                                                                             |          |
| 200 m                | Elizabeth Simmonds                                                           | 2'14"44      | Theresa Michalak                                                      | 2'14"75  | Francesca Aceto                                                             | 2'18"65  |
| 400 m                | Caterina Brighi                                                              | 4'50"38      | Eleonora Tafi                                                         | 4'50"43  | Nina Schiffer                                                               | 4'50"90  |
| Staffette            |                                                                              |              |                                                                       |          |                                                                             |          |
| 4x100 m stile libero | GermaniaUta Müller Bianca Gast Franziska Jansen Lisa Vitting                 | 3'47"85      | Gran BretagnaRebecca Turner Ellen Gandy Jenna Turner Lauren Collins   | 3'48"99  | RussiaPolina Kiseleva Oksana Shlapakova Ekaterina Borovikova Elena Sokolova | 3'49"59  |
| 4x200 m stile libero | Gran BretagnaSasha Matthews Ellen Gandy Rebecca Turner Lauren Collins        | 8'11"46      | FranciaMaeva Bremond Malaguie Delarbre Fiona Duclos Margaux Fabre     | 8'15"30  | ItaliaJasmin Agnoletto Eleonora Tafi Martina De Memme Caterina Brighi       | 8'19"00  |
| 4x100 m misti        | Gran BretagnaElizabeth Simmonds Alexandra Diamond Ellen Gandy Lauren Collins | 4'09"29 REJ  | RussiaOksana Shlapakova Julija Efimova Veronika Popova Elena Sokolova | 4'10"24  | SveziaEleonor Lindborg Hanna Westrin Martina Granström Nathalie Lindborg    | 4'13"21  |

### Tuffi
| Evento                         | Oro                                        | Punti  | Argento                                | Punti  | Bronzo                                 | Punti  |
| Uomini - categoria "A"         |                                            |        |                                        |        |                                        |        |
| trampolino 1 m                 | Artem Lvov                                 | 525,95 | Patrick Hausding                       | 525,65 | Evgeni Novoselov                       | 521,10 |
| trampolino 3 m                 | Patrick Hausding                           | 586,65 | Dmytro Mezhensky                       | 563,50 | Evgeni Novoselov                       | 556,40 |
| piattaforma                    | Patrick Hausding                           | 570,40 | Viktor Minibaev                        | 526,50 | Semen Kokunov                          | 508,25 |
| sincro 3 m categorie "A" e "B" | Russia Artem Lvov Yuri Kunakov             | 328,92 | Italia Andreas Billi Tommaso Rinaldi   | 300,90 | Germania Patrick Hausding Stephan Feck | 296,97 |
| Ragazzi - categoria "B"        |                                            |        |                                        |        |                                        |        |
| trampolino 1 m                 | Martin Wolfram                             | 405,25 | Benedit Donay                          | 397,45 | Sergey Zhdanov                         | 385,65 |
| trampolino 3 m                 | Martin Wolfram                             | 440,70 | Benedit Donay                          | 437,50 | Aleksandr Kandrashin                   | 435,95 |
| piattaforma                    | Aleksandr Bondar                           | 441,65 | Kirill Sivintsev                       | 429,45 | Martin Wolfram                         | 411,20 |
| Donne - categoria "A"          |                                            |        |                                        |        |                                        |        |
| trampolino 1 m                 | Mariya Voloshchenko                        | 415,55 | Alevtyna Korolyova                     | 399,55 | Uschi Freitag                          | 386,55 |
| trampolino 3 m                 | Mariya Voloshchenko                        | 459,05 | Alevtyna Korolyova                     | 427,05 | Uschi Freitag                          | 417,40 |
| piattaforma                    | Olga Vintonyak                             | 404,60 | Maria Kurjo                            | 404,00 | Giorgia Barp                           | 394,65 |
| sincro 3 m categorie "A" e "B" | Ucraina Mariya Voloshchenko Anna Pysmenska | 269,07 | Russia Ola Pashkina Svetlana Filippova | 262,56 | Spagna Anna Pujol Karina Silva         | 261,39 |
| Ragazze - categoria "B"        |                                            |        |                                        |        |                                        |        |
| trampolino 1 m                 | Diana Chaplieva                            | 328,80 | Ekaterina Fedorchenko                  | 322,65 | Neele Beaujean                         | 316,80 |
| trampolino 3 m                 | My Phan                                    | 363,35 | Ekaterina Fedorchenko                  | 342,40 | Viktoriya Potyekhina                   | 337,00 |
| piattaforma                    | Tatiana perunina                           | 328,90 | Viktoriya Potyekhina                   | 319,65 | My Phan                                | 315,75 |

## Medagliere
- Nuoto

| Posizione | Paese         | Oro | Argento | Bronzo | Totale |
| --------- | ------------- | --- | ------- | ------ | ------ |
| 1         | Russia        | 8   | 8       | 4      | 20     |
| 2         | Gran Bretagna | 6   | 7       | 3      | 16     |
| 3         | Polonia       | 6   | 1       | 3      | 10     |
| 4         | Ungheria      | 5   | 1       | 5      | 11     |
| 5         | Italia        | 4   | 7       | 7      | 18     |
| 6         | Germania      | 3   | 5       | 3      | 11     |
| 7         | Austria       | 2   | 1       | 1      | 4      |
| 8         | Ucraina       | 2   | 0       | 1      | 3      |
| 9         | Francia       | 1   | 4       | 2      | 7      |
| 10        | Serbia        | 1   | 2       | 0      | 3      |
| 11        | Belgio        | 1   | 1       | 2      | 4      |
| 12        | Svezia        | 1   | 0       | 3      | 4      |
| 13        | Bielorussia   | 0   | 1       | 2      | 3      |
| 14        | Israele       | 0   | 1       | 1      | 1      |
| 15        | Croazia       | 0   | 1       | 0      | 1      |
| 16        | Grecia        | 0   | 0       | 2      | 2      |
| 17        | Lituania      | 0   | 0       | 1      | 1      |
| totale    |               | 40  | 40      | 40     | 120    |

- Tuffi

| Posizione | Paese    | Oro | Argento | Bronzo | Totale |
| --------- | -------- | --- | ------- | ------ | ------ |
| 1         | Russia   | 5   | 5       | 5      | 15     |
| 2         | Germania | 5   | 4       | 6      | 15     |
| 3         | Ucraina  | 4   | 4       | 1      | 9      |
| 4         | Italia   | 0   | 1       | 1      | 2      |
| 5         | Spagna   | 0   | 0       | 1      | 1      |
| totale    |          | 14  | 14      | 14     | 42     |